# Mulappilangād
Mulappilangād är en ort i Indien.  Den ligger i distriktet Kannur och delstaten Kerala, i den södra delen av landet, 1 900 km söder om huvudstaden New Delhi. Mulappilangād ligger 11 meter över havet och antalet invånare är 23 030.
Terrängen runt Mulappilangād är platt. Havet är nära Mulappilangād åt sydväst. Runt Mulappilangād är det tätbefolkat, med 762 invånare per kvadratkilometer. Närmaste större samhälle är Thalassery, 7,2 km sydost om Mulappilangād. I omgivningarna runt Mulappilangād växer i huvudsak städsegrön lövskog.
Tropiskt monsunklimat råder i trakten. Årsmedeltemperaturen i trakten är 24 °C. Den varmaste månaden är februari, då medeltemperaturen är 28 °C, och den kallaste är juni, med 20 °C. Genomsnittlig årsnederbörd är 2 875 millimeter. Den regnigaste månaden är juli, med i genomsnitt 780 mm nederbörd, och den torraste är januari, med 2 mm nederbörd.